# KBS 한국어능력시험
KBS 한국어능력시험은 한국방송공사가 주관하는 한국어 능력 시험이다. 대한민국 문화체육관광부가 공인하는 국가공인 자격증 시험으로 시험 결과로 나온 자격증은 공무원 임용 승진, 언론 직종 입사, 기업 취업에 활용된다. 처음으로 실시된 2004년에 2번 시험이 주최되었고, 2006년부터 해마다 4회 정도 주최된다.
2022년부터는 매년 짝수달에 시행되며, 연 6회 시행되고 있다.

## 특징
한국어교원자격 심사와는 무관한 시험이며 응시자격에는 제한이 없으나 외국인 혹은 한국어를 모국어로 하지 않는 사람들을 대상으로 한 한국어능력시험(TOPIK)과는 별개다. 성적은 성적 발표일로부터 2년간 유효하다. 
※ 국가공인 자격증은 1급에서 4+급까지 발급
| 등급 | 검정기준 | 비고                                                                                           |
| ---- | --- | ---------------------------------------------------------------------------------------------- |
| 1급  | 전문가 수준의 뛰어난 한국어 사용 능력을 가지고 있음 창조적인 언어 사용 능력의 소유자로서 언론인, 방송인, 저술가, 작가, 국어관련교육자, 기획 및 홍보 업무 책임자로서 갖추어야 할 언어 능력을 충분히 갖추고 있음 | 합격기준은 절대평가가 아닌 kbs가 특허등록 (특허 제 10-0834208호) 한 등급부여 시스템으로 산정함 |
| 2+급 | 일반인으로서 매우 뛰어난 수준의 한국어 사용능력을 가지고 있음. 언론인, 방송인, 저술가, 작가, 국어관련교육자, 기획 및 홍보 업무를 수행할 언어 사용 능력을 갖추고 있음                                           | 합격기준은 절대평가가 아닌 kbs가 특허등록 (특허 제 10-0834208호) 한 등급부여 시스템으로 산정함 |
| 2-급 | 일반인으로서 뛰어난 수준의 한국어 사용능력을 가지고 있음. 언론인, 방송인, 저술가, 작가, 국어관련교육자, 기획 및 홍보 업무를 수행할 기본적인 언어 사용능력을 갖추고 있음                                        | 합격기준은 절대평가가 아닌 kbs가 특허등록 (특허 제 10-0834208호) 한 등급부여 시스템으로 산정함 |
| 3+급 | 일반인으로서 보통 수준 이상의 한국어 사용 능력을 가지고 있음. 일반 업무를 수행할 수 있는 언어 사용능력을 갖추고 있음                                                                                           | 합격기준은 절대평가가 아닌 kbs가 특허등록 (특허 제 10-0834208호) 한 등급부여 시스템으로 산정함 |
| 3-급 | 국어교육을 정상적으로 이수한 일정 수준 이상의 한국어 사용능력을 가지고 있음. 일정 범위 내에서 일반 업무를 수행할 수 있는언어 사용 능력을 갖추고 있음                                                           | 합격기준은 절대평가가 아닌 kbs가 특허등록 (특허 제 10-0834208호) 한 등급부여 시스템으로 산정함 |
| 4+급 | 국어교육을 정상적으로 이수한 수준의 한국어 사용능력을 가지고 있음. 일정 범위 내에서 일반 업무를 수행할 수 있는 기초적인 언어 사용능력을 갖추고 있음                                                            | 합격기준은 절대평가가 아닌 kbs가 특허등록 (특허 제 10-0834208호) 한 등급부여 시스템으로 산정함 |
| 4-급 | 고교 교육을 이수한 수준의 한국어 사용 능력을 가지고 있음. 일정 범위 내에서 기본 업무를 수행할 수 있는 기초적인 언어 사용 능력을 갖추고 있음                                                                    | 합격기준은 절대평가가 아닌 kbs가 특허등록 (특허 제 10-0834208호) 한 등급부여 시스템으로 산정함 |
| 무급 | 국어 사용능력을 위해 노력해야합니다. | 합격기준은 절대평가가 아닌 kbs가 특허등록 (특허 제 10-0834208호) 한 등급부여 시스템으로 산정함 |